# Santana de Mangueira
Pour les articles homonymes, voir Santana.
Santana de Mangueira est une ville brésilienne du sud-ouest de l'État de la Paraíba.
Sa population était estimée à 5 609 habitants en 2007. La municipalité s'étend sur 402 km2.